# Bartłomiej Bołądź
Bartłomiej Bołądź (Krzyż Wielkopolski, 28 de setembro de 1994) é um jogador de voleibol polonês, que atua na posição de oposto.

## Carreira
Após se formar no SMS PZPS Spała, ele assinou um contrato de três anos com o Cerrad Czarni Radom. Ele passou quatro temporadas jogando pelo Czarni Radom, antes de se mudar para o VfB Friedrichshafen em julho de 2017.
Ele competiu no torneio masculino nas Olimpíadas de Verão de 2024 como jogador alternativo, substituindo o lesionado Mateusz Bieniek e fazendo sua estreia contra os EUA. Nos Jogos, a equipe polonesa conseguiu o vice-campeonato, após a final contra a seleção francesa.

## Títulos
Projekt Warsaw
- Copa Challenge: 2023–24